# Eric Barone
Eric Barone (3 de diciembre de 1987; Los Ángeles, California), también conocido por su alias ConcernedApe, es un desarrollador y diseñador de videojuegos, artista, compositor y músico estadounidense. Es conocido por crear el videojuego de simulación Stardew Valley, publicado en 2016. En el 2021 anunció que estaba trabajando en un videojuego llamado Haunted Chocolatier. A 2024, este proyecto no tiene fecha de lanzamiento establecida.

## Inicios y educación
Eric Barone nació el 3 de diciembre de 1987 en Los Ángeles (California) y pasó su infancia en Auburn, Washington, un suburbio del área metropolitana de Seattle. Barone citó a Harvest Moon, franquicia de videojuegos de simulación de granja, como la saga favorita de su infancia. Barone asistió a la Universidad de Washington Tacoma y se graduó en 2011 en la carrera en ciencias de la computación. Barone había practicado programación básica pero no consideraba hacer videojuegos como una carrera. Al ser incapaz de encontrar empleo después de graduarse de la universidad, comenzó a desarrollar Stardew Valley inicialmente para practicar programación en C#, y planeó incluir el juego en su currículum para posibles empleadores.

## Carrera

### Stardew Valley
Eric Barone comenzó a trabajar en Stardew Valley en 2012. El videojuego se originó como una alternativa moderna a la serie Story of Seasons, ya que sintió que la saga había empeorado «progresivamente» después de Harvest Moon: Back to Nature (1999). Incapaz de encontrar un videojuego que lo remplazara, Barone empezó a crear un juego similar a los de la serie, afirmando que su intención era «resolver los problemas que tenía con [Story of Seasons]» y que además ningún título de la serie había reunido todas sus características de una manera «perfecta». Barone también se inspiró en juegos como Animal Crossing, Rune Factory, Minecraft y Terraria, y agregó varias de sus características, como el crafteo, las misiones y el combate.
Barone pasó cuatro años trabajando en el proyecto, rehaciéndolo varias veces. Originalmente lo programó en C# usando el marco Microsoft XNA, pero luego migró a MonoGame en 2021. Barone se desempeñó como el único diseñador, programador, animador, artista, compositor y escritor. A lo largo del desarrollo, trabajó 10 horas al día, siete días a la semana, durante cuatro años y medio; viviendo en Capitol Hill, Seattle. Durante parte de ese tiempo, vivió con sus padres para ahorrar dinero, y luego se mudó con su novia. En esa época, su pareja trabajó en dos trabajos para mantenerlos a ambos, mientras que Barone trabajó a tiempo parcial como acomodador nocturno en el Teatro Paramount.
Barone anunció públicamente el juego en septiembre de 2012, utilizando el sistema Greenlight de Steam para medir el interés en el juego. Poco después del período Greenlight en 2013, Finn Brice, director de Chucklefish, se acercó a él y se ofreció a ayudar a publicar el juego en el momento del lanzamiento. En abril de 2015, Barone anunció que tenía la intención de lanzar el juego solo una vez que sintiera que tenía todas las funciones, negándose a poner el juego en el programa de acceso anticipado o aceptar pagos de preventa. Finalmente, el juego se lanzó para Windows el 26 de febrero de 2016. Stardew Valley fue alabado por la crítica y ha sido citado por varias publicaciones como uno de los mejores videojuegos de todos los tiempos. Después de su lanzamiento, Barone continuó trabajando en él, recibiendo comentarios de la comunidad y corrigiendo errores. En 2017, la revista Forbes lo nombró en su lista «30 Under 30: Games» debido a su trabajo en Stardew Valley. Para marzo de 2022, el videojuego había vendido más de 20 millones de copias.

### Haunted Chocolatier
En 2020, Barone mencionó que estaba trabajando en varios juegos nuevos, uno de ellos ambientado en el universo de Stardew Valley. En octubre del año siguiente, Barone anunció un nuevo título llamado Haunted Chocolatier, sin fecha de lanzamiento establecida. En el juego, el jugador dirigirá una tienda de chocolates, además, también tendrá un mayor enfoque en el combate que Stardew Valley. Barone afirmó que «casi todo en Haunted Chocolatier, incluido el combate, está completamente codificado (y dibujado) desde cero». A fines de 2021, en una entrada en la página oficial del juego, el diseñador comentó que seguía trabajando en sus elementos centrales y mencionó: «Realmente no tengo ganas de compartir mucho, porque prefiero dejar que el juego sea una sorpresa a revelarlo todo. Me gusta trabajar en secreto».

### Otros proyectos
En febrero de 2021, Barone y el diseñador de juegos de mesa Cole Meideros lanzaron una adaptación cooperativa de juego de mesa de Stardew Valley. Después de que salió a la venta la primera edición del juego, se agotó rápidamente. Posteriormente se reabrieron las ventas con varios cambios. Barone también colaboró con Norihiko Hibino en una serie de álbumes llamada Prescription for Sleep. La serie remezcla bandas sonoras de videojuegos con piano y saxofón. El álbum de Stardew Valley se lanzó en mayo de 2021 e incluye 10 pistas de la banda sonora original y una nueva pista llamada «Beauty in the Seasons». En 2022, Barone colaboró en un video musical animado para la canción «Many Mirrors», de la banda de indie pop Alvvays. Barone fue el responsable de la animación del video y era la primera vez que trabajaba con animación 3D.